# Overclocked
Overclocked (vollständiger Titel Overclocked: Eine Geschichte über Gewalt) ist ein Adventure-Computerspiel des deutschen Entwicklungsstudios House of Tales aus dem Jahr 2007. Der Psychothriller lässt den Spieler die Schicksale von fünf Psychiatriepatienten untersuchen, die durch eine Rahmenhandlung verbunden sind.

## Handlung
Der Spieler beginnt in der Rolle von David McNamara, einem Experten für forensische Psychiatrie aus Washington, dessen Ehe im Scheitern begriffen ist. McNamara wird im November 2007 vom New Yorker NYPD in eine psychiatrische Klinik auf Staten Island einbestellt, um fünf mysteriöse Patienten zu untersuchen. Die fünf, etwa gleich alt und scheinbar nicht miteinander verbunden, wurden desorientiert und ohne Erinnerungsvermögen, aber bewaffnet an verschiedenen Orten in New York aufgegriffen. McNamara macht sich daran, die Erinnerung der Patienten, die zusätzlich an einem posttraumatischen Stresssyndrom leiden, zu rekonstruieren. Der Spieler schlüpft in der Folge nacheinander in die Rollen der fünf Patienten und erlebt nach, wie es zu der Ausgangssituation des Spiels kam. Alle Patienten waren Teilnehmer eines militärischen Forschungsprogramms und gemeinsam auf einer Insel im Einzugsbereich von New York kaserniert. Mit Hilfe von Gesprächsaufzeichnungen als Trigger lässt McNamara die Patienten  schrittweise rückwärts in ihre Erinnerungen eintauchen. Erschwert wird seine Arbeit durch den Anstaltsleiter Dr. Young, einen ehemals prominenten Psychiater, der seine Arbeit in der Anstalt als Degradierung empfindet und seine Eifersucht auf den jüngeren und vermeintlich erfolgreichen Kollegen McNamara offen auslebt. Parallel dazu zerfällt McNamaras Privatleben: Seine Frau lässt ihm den Zugang zur gemeinsamen Wohnung verbieten und reicht die Scheidung ein, ein enger Freund wendet sich von ihm ab, und seine Kreditkarte wird aus unerfindlichen Gründen gesperrt, so dass er die Hotelrechnung nicht bezahlen kann. Nach und nach erfährt der Spieler, dass McNamara ein Alkoholproblem und eine Neigung zu eruptiven Gewaltausbrüchen hat, was die Beziehung zu seiner Frau ruinierte.
Als McNamara beginnt, Licht in die Affäre um die fünf Jugendlichen zu bringen, überschlagen sich die Ereignisse. Eine der Patientinnen wird tot in ihrer Zelle aufgefunden, mutmaßlich ein Fall von Suizid. Dr. Young beschuldigt der Polizei gegenüber McNamara, den Tod der Jugendlichen durch seine Methoden zumindest mitverursacht zu haben. Zwei unbekannte Männer versuchen, McNamara im Hafenbecken zu ertränken, was dieser nur knapp überlebt. Der ihm gewogene Polizist Moretti findet heraus, dass die Klinik auf Staten Island vom US-amerikanischen Verteidigungsministerium finanziert wird. Wenig später ist auch Moretti tot, und McNamara nimmt allein den Kampf gegen einen übermächtigen Gegner auf. Im Rahmen einer letzten Therapiesitzung kann er den militärischen Komplex, in dem sich die Jugendlichen aufhielten, als Fort Tilden auf der Manhattan gegenüberliegenden Halbinsel Rockaway identifizieren. Er befreit die Jugendlichen aus der Anstalt und begibt sich zum Fort, das er scheinbar verlassen vorfindet. Es stellt sich heraus, dass die Jugendlichen Teilnehmer an einem psychologischen Experiment der US-Armee waren, das einerseits ihren Kampfeswillen mittels sublimer Botschaften aus Spielesoftware steigern und andererseits ihre Erinnerungen an Erlebtes blockieren sollte. Beim Sammeln von Beweisen wird er von einem Regierungsmitarbeiter gestellt, der ihn darüber aufklärt, dass McNamara selbst Teil der Versuchsreihe ist – seine Aggressivitätsausbrüche sind die Folge von Trainings mit Software-Kampfsimulatoren während seiner Zeit in der Armee. Der Regierungsmitarbeiter versucht, McNamara als lästigen Zeugen zu töten, wird aber seinerseits von einem der jugendlichen Patienten, der dem Psychiater unbemerkt gefolgt war, erschossen.
Das Ende des Spiels bietet Spielraum für Interpretationen: Im New Yorker Central Park scheint eine Versöhnung zwischen McNamara und seiner Frau stattzufinden, während sich im Hintergrund ein Polizeifahrzeug dem Paar nähert.

## Spielprinzip und Technik
Overclocked ist ein Point-and-Click-Adventure. Aus Polygonen zusammengesetzte, dreidimensionale Figuren agieren vor vorgerenderten Kulissen. Mit der Maus kann der Spieler seine Spielfigur durch die Örtlichkeiten bewegen und mit den Maustasten Aktionen einleiten, die den Spielcharakter mit seiner Umwelt interagieren lassen. Er kann so Gegenstände finden, sie auf die Umgebung oder andere Gegenstände anwenden und mit NPCs kommunizieren. Mit räumlich entfernten Personen kann McNamara mittels eines PDAs kommunizieren, der aber nur situationsbedingt eingesetzt werden kann. Dialoge laufen automatisch ab und werden durch eine Single-Choice-Auswahl vom Spiel vorgegebener, in die Situation passender Themen gesteuert. Mit fortschreitendem Handlungsverlauf werden weitere Orte freigeschaltet. Die Kamera zeigt dabei das Geschehen aus einer festen Perspektive; verlässt der Spieler den aktuellen Aufenthaltsraum, wird die Kamera in den neuen Raum transferiert und nimmt dort wiederum eine feste Position ein.
Technisch beruht Overclocked auf der von Tobias Schachte entwickelten Cougar-Engine, die auch schon für die House-of-Tales-Spiele Das Geheimnis der Druiden und The Moment of Silence eingesetzt wurde. Zwischensequenzen sind in Spielgrafik gehalten. Für Adventurespiele unüblich ist der Einsatz von teils interaktiven Split Screens in einigen Szenen, in denen der Spieler und NPCs parallel agieren.

## Produktionsnotizen
Inspirationshilfe für Autor Martin Ganteföhr war die Tatsache, dass er eine Zeitlang in einer psychiatrischen Klinik gearbeitet hatte.
Im Dezember 2014 übernahm THQ Nordic die Rechte an allen House-of-Tales-Spielen aus der Insolvenzmasse des ehemaligen Publishers DTP Entertainment. Im April 2015 veröffentlichte THQ Nordic eine auf modernen Windows-Rechnern lauffähige Version von Overclocked über die digitale Vertriebsplattform Steam, im Dezember 2015 folgte eine Veröffentlichung auf GOG.
Ein im Spiel verwendetes Lied stammt von der schwedischen Band Soilwork. Publisher DTP veröffentlichte im Oktober 2007 ein 62-seitiges Lösungsbuch zum Spiel, das dem Leser alle Rätsel des Spiels erklärt.

### Sprecher
| Rolle                                   | deutscher Sprecher |
| --------------------------------------- | ------------------ |
| David McNamara                          | Stephan Schwartz   |
| Jonathan Bayt (Patient Zelle 1)         |                    |
| Laura Fawcett (Patientin Zelle 2)       | Brit Gülland       |
| Ray Thornton (Patient Zelle 3)          | Norman Matt        |
| Victoria Montgomery (Patientin Zelle 4) | Gisa Bergmann      |
| Cliff Mandrake (Patient Zelle 5)        | René Oltmanns      |
| Detective Morietti                      | Hans Bayer         |
| Kim McNamara                            | Susanne Reuter     |

Die deutschen Sprachaufnahmen erfolgten durch das Düsseldorfer Studio Translocacell, dass bereits die Aufnahmen für The Moment of Silence durchgeführt hatte. Die Dialogregie übernahm Autor Martin Ganteföhr selbst.

## Rezeption
Overclocked erhielt positive bis gemischte Bewertungen. Metacritic aggregiert 19 Rezensionen zu einem Mittelwert von 70.
Das Fachmagazin Adventure-Treff lobte eine komplexe Story, durchdachte, tiefgründige Charaktere und eine filmreife Inszenierung mit für Adventures unüblichen technischen Effekten. Kritisiert wurden detailarme Texturen und Innenräume sowie eine wenig fordernde Rätseldichte. Das Magazin stellte heraus, dass die Komplexität der Charaktere und ihrer Beziehungen zueinander den Spieler überfordern könne und für einen etwas zähen Spieleinstieg sorge, da sich das Potenzial des Spiels erst nach und nach entfalte. Das Spielemagazin GameZone arbeitete heraus, dass sich Overclocked wegen des Verzichts auf den Spielfluss hemmende Rätsel wie ein „interaktiver Psychothriller“ spiele, was für ein Adventure ungewöhnlich, wegen der Fokussierung auf die Narrative aber akzeptabel sei. Das Magazin lobte neben Story und Charakterzeichnung auch die intuitive Steuerung, kritisierte aber Animationsschwächen, wenig fordernde Rätsel und die Arbeit von Synchronsprecher René Oltmanns, der seinen Charakter Cliff Mandrake spreche, als habe er „eine Überdosis Abführmittel“ intus. Auch die Gameswelt hob Story, Charaktere und Erzählstruktur positiv hervor, kritisierte aber das Spielende als vorhersehbar. Das deutsche Magazin 4Players lobte eine authentische Umsetzung New Yorker Schauplätze und die düstere Atmosphäre des Spiels, kritisierte aber die Linearität des Spielablaufs.
Overclocked gewann einige Auszeichnungen der Fachpresse:
- Innovationspreis der Jury beim Deutschen Entwicklerpreis 2007.[7]
- 4Players-Spiel des Jahres 2007 in der Kategorie „Beste Story“.[8]
- Aeggie Award 2008 des Fachmagazins Adventure Gamers, Kategorie „Best Writing - Drama“